# Глифадская митрополия
Глифадская митрополия (греч. Ιερά Μητρόπολις Γλυφάδας) — митрополия Элладской православной церкви с центром в городе Глифаде в Греции.
Митрополия была учреждена решением Синода иерархии Элладской православной церкви 11 октября 2002 года, а её первым управляющим был избран Павел (Цаусоглу).
Кафедральным собором является собор святых Константина и Елены в Глифаде.

## Иерархи
1. Павел (Цаусоглу) (14 октября 2002 — 19 февраля 2019)
2. Антоний (Аврамиотис) (с 20 марта 2019 года)